# Gare d’Enchenberg
Gare d’Enchenberg egy bezárt vasútállomás Franciaországban, Enchenberg településen.

## Vasútvonalak
Az állomást az alábbi vasútvonalak érintik:
- Haguenau–Hargarten - Falck-vasútvonal

## Kapcsolódó állomások
A vasútállomáshoz az alábbi állomások vannak a legközelebb: